# Résolution 845 du Conseil de sécurité des Nations unies
Membres permanents
- Chine
- États-Unis
- France
- Royaume-Uni
- Russie

Membres non permanents
- Brésil
- Cap-Vert
- Djibouti
- Espagne
- Hongrie
- Japon
- Maroc
- Nouvelle-Zélande
- Pakistan
- Venezuela

Résolution no 844 Résolution no 846
La résolution 845 du Conseil de sécurité des Nations unies a été adoptée à l'unanimité le 18 juin 1993. Par celle-ci, et après avoir rappelé la résolution 817 (1993) et examiné le rapport du secrétaire général en application de celle-ci, le Conseil a exhorté la Grèce et la République de Macédoine à poursuivre leurs efforts pour régler le conflit autour du nom de la seconde.
Les efforts des coprésidents du Comité directeur de la Conférence internationale sur l'ex-Yougoslavie ont été appréciés. Le secrétaire général Boutros Boutros-Ghali a été prié de tenir le Conseil de sécurité régulièrement informé, dans le but de régler la question avant la 48e session de l'Assemblée générale en septembre 1993.

## Voir également
- Politique étrangère de la Macédoine du Nord
- Macédoine (terminologie)